# Denis Voronenkov
Denis Nikolaïevitch Voronenkov (en russe : Денис Николаевич Вороненков), né le 10 avril 1971 à Gorki (aujourd'hui Nijni Novgorod) et mort assassiné le 23 mars 2017 à Kiev, est un homme politique russe naturalisé ukrainien, député à la Douma de 2011 à 2016 pour le Parti communiste.

## Biographie
Militaire, il atteint le grade de colonel.
Après avoir échoué à se faire réélire en septembre 2016, Denis Voronenkov s'exile en Ukraine avec son épouse, Maria Maksakova, elle aussi députée, en octobre 2016. Il obtient la nationalité ukrainienne en décembre. 
Critique féroce du régime de Vladimir Poutine, il est recherché par la Russie pour escroquerie.

### Mort
Denis Voronenkov est assassiné par balles le 23 mars 2017 dans le centre-ville de Kiev alors qu'il devait rencontrer un autre opposant et ancien député russe exilé, Ilia Ponomarev. Le président ukrainien Petro Porochenko estime qu'il s'agit d'un acte de « terrorisme d'État » commis par la Russie. L'assassin est Pavel Parchov, membre de la garde nationale ukrainienne. Celui-ci, blessé par le garde du corps de Voronenkov, est mort à l'hôpital peu après.
Selon Ponomarev, Voronenkov avait reçu des menaces de mort de la part du FSB, les services secrets russes, et avait demandé une protection armée aux services de sécurité ukrainiens.